# Amblyseius sijiensis
Amblyseius sijiensis (лат.) — вид паразитиформных клещей рода Amblyseius из семейства Phytoseiidae (Mesostigmata). Мелкие свободноживущие хищные клещи длиной менее 1 мм. Индия (Arunachal Pradesh). От близких видов отличается следующими признаками: конической формой сперматеки с каликсом тарелковидной формы. Дорсальный диск длиной 290—310 мкм, шириной 170—185. Дорсальные щетинки заострённые (заднебоковых щетинок PL 3 пары, а переднебоковых AL — 2 пары). Дорсальный щит склеротизирован. Вид был впервые описан в 1986 году, а его валидный статус подтверждён в 2017 году.